# Libertad científica
Libertad de Ciencia es la idea de la libertad (en el sentido de libertad de pensamiento y libertad de prensa), aplicada a la ciencia natural, en particular a las prácticas del discurso y la investigación científica, también en el sentido de la publicación.
Este ideal es promovido por muchas organizaciones de científicos y es el artículo 15.3 del Pacto Internacional de Derechos Económicos, Sociales y Culturales.
Una defensa clásica de esta idea se encuentra en el libro de Michael Polanyi, Personal Knowledge (1958). En él, Polanyi criticaba el punto de vista común de que el método científico es puramente objetivo y genera conocimiento objetivo. El libro sostiene que los científicos hacen y deben seguir las pasiones personales en la valoración de los hechos y la determinación de las cuestiones científicas a investigar, concluyendo que la estructura de libertad es esencial para el avance de la ciencia y el libre ejercicio de la ciencia por sí misma es un requisito previo para la producción de conocimiento a través de la revisión y el método científico  Polanyi fue cofundador de la  Society for Freedom in Science.